# Plac Konstytucji 3 Maja w Radomiu
Plac Konstytucji 3 Maja – centralny plac Radomia, położony w dzielnicy Śródmieście. Usytuowany u zbiegu ulicy Żeromskiego z ulicami Piłsudskiego i Focha.

## Historia
Plac zaprojektowany w 1846 wytyczono w 1875 przy okazji budowy cerkwi św. Mikołaja (po przebudowie w latach 1925–1930 kościół garnizonowy św. Stanisława). Powstał on zamiast przewidzianego w planie regulacyjnym Radomia z 1822 roku placu, usytuowanego na skrzyżowaniu ulic Sienkiewicza i Piłsudskiego.

## Nazwa

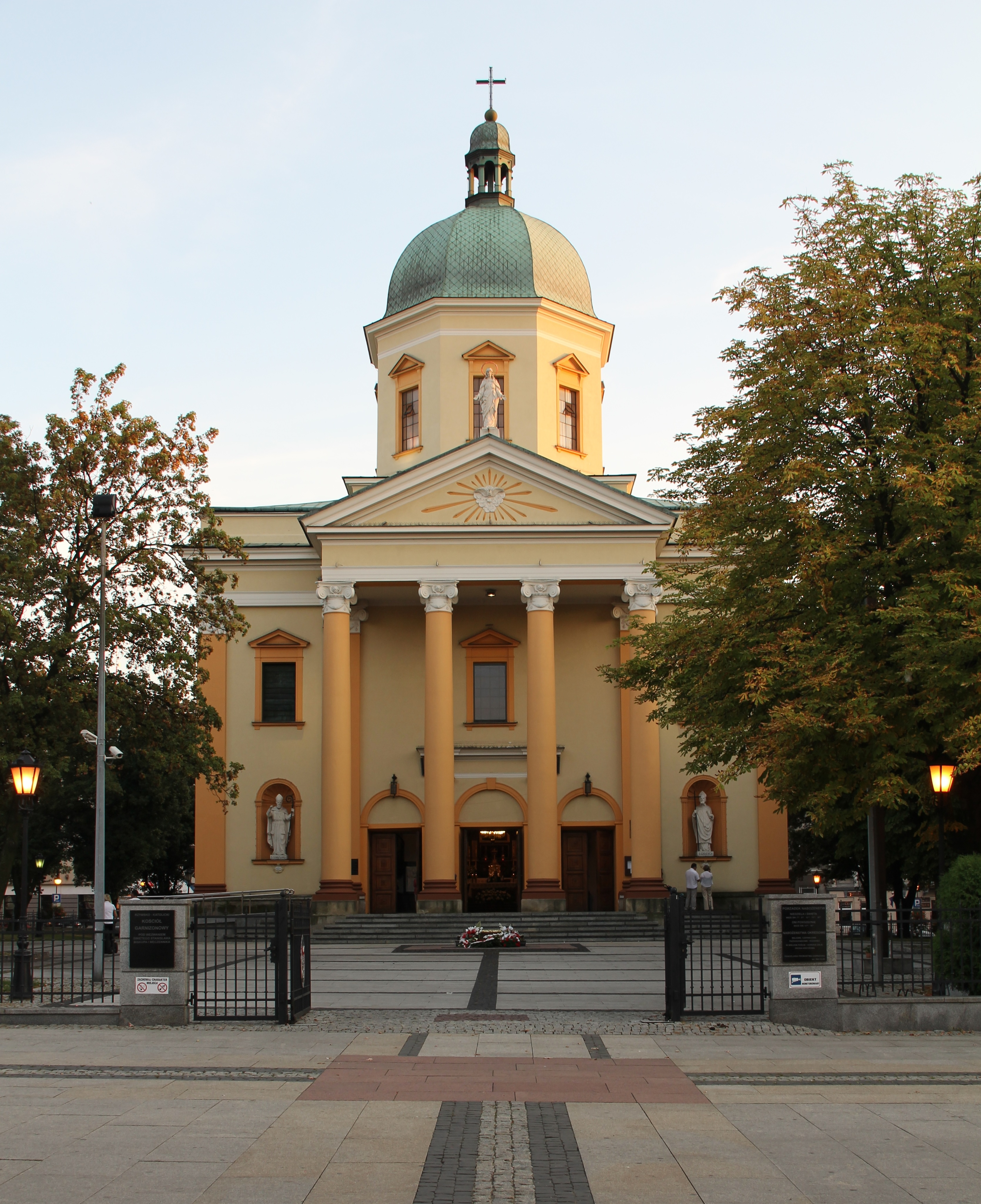
Kościół garnizonowy pw. św. Stanisława Biskupa.

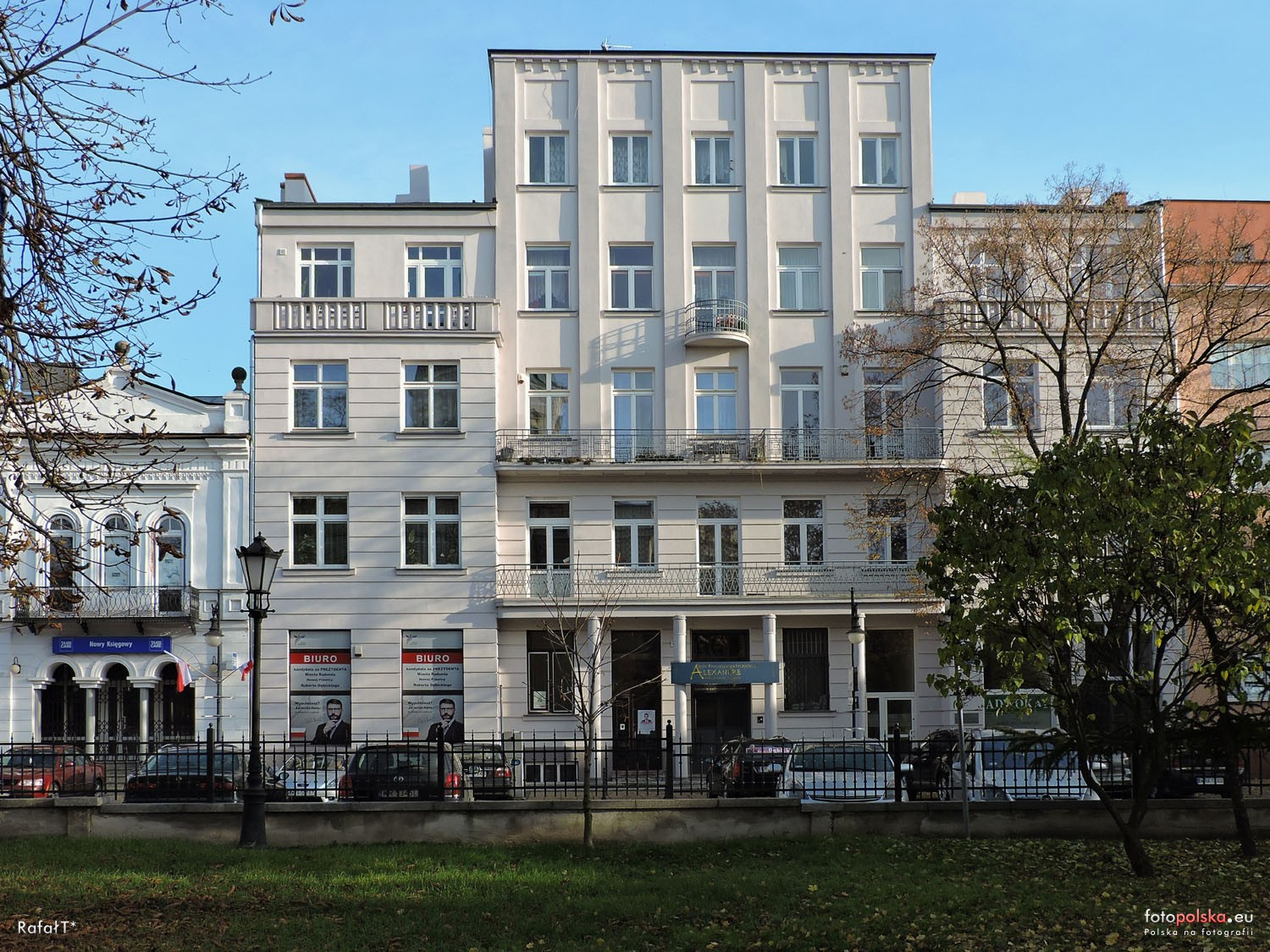
Kamienica z lat 30. XX wieku, usytuowany we wschodniej pierzei placu.

Nazwa placu wielokrotnie ulegała zmianom:
- 1875 – 1898: pl. Cerkiewny,
- 1989 – V 1916: pl. Soborny,
- V 1916 – IX 1916: pl. Zielony,
- IX 1916 – 1940: pl. 3 Maja,
- 1940 – 1945: Adolf Hitler Platz,
- 1945 – 1948: pl. 3 Maja,
- 1948 – 1981: pl. Konstytucji,
- od 1981: pl. Konstytucji 3 Maja.

## Architektura
Dominującym typem zabudowy są reprezentacyjne kamienice mieszczańskie z XIX i I połowy XX wieku. Charakterystyczny elementem placu jest neobarokowa bryła kościoła garnizonowego św. Stanisława, przebudowanego w latach 1925–1930 z cerkwi pw. św. Mikołaja wraz z Grobem Nieznanego Żołnierza, usytuowanym przed frontonem świątyni od strony ulicy Żeromskiego.
Spośród pozostałej zabudowy wyróżniają się:
- nr 3 – budynek dawnego hotelu Europejskiego, założonego w 1898 przez Ludwika Łagodzińskiego[5]. Na parterze budynku w okresie międzywojennym mieściły się kawiarnie – Łobzowianka i Bolesława Przybytniewskiego wraz z restauracją oraz sklep z artykułami kolonialnymi A. Borowskiej[6],
- nr 5 – pałac Karschów i Wickenhagenów – monumentalna, eklektyczna kamienica mieszczańska o charakterze pałacowym, wzorowana na pałacu Kronenberga w Warszawie[7]. Wzniesiona w latach 1881–1882. W użytkowym parterze budynku mieściła się m.in. Apteka Łagodzińskich, cukiernia Przybytniewskiego, biura Sądu Okręgowego oraz rosyjska Resursa Obywatelska. W okresie okupacji niemieckiej w budynku umieszczono m.in. biura dyrekcji operacyjnej niemieckiej Kolei Wschodniej[8][9],
- nr 6 – modernistyczna, pięciokondygnacyjna kamienica z lat 30. XX wieku[6],
- nr 8 – dom Staniszewskich z 1876. W okresie międzywojennym w budynku mieściła się m.in. kawiarnia Bombonierka i Kasa Spółdzielcza dla Handlu i Przemysłu. Po 1945 Miejska i Wojewódzka Biblioteka Publiczna[9][10].

Północną pierzeję placu tworzą budynki usytuowane przy ulicy Żeromskiego:
- nr 37 – dom Podworskich, wybudowany w latach 1866–1867 w stylu neorenesansowym, według projektu Antoniego Wąsowskiego. Pośród zabytkowej zabudowy radomskiego śródmieścia wyróżnia go ściana szczytowa zdobiona boniowaniem, trzema płytkimi arkadami oraz popiersiami starożytnych postaci, umieszczonymi na konsolach[11]. Razem z gmachem dawnego Towarzystwa Kredytowego Ziemskiego, kamienica Podworskich stanowi tło zrewitalizowanego w 2013 skweru[12],
- nr 35 – gmach dawnego Towarzystwa Kredytowego Ziemskiego, wzniesiony w 1852 roku w stylu neorenesansowym, według projektu Henryka Marconiego i Ludwika Radziszewskiego. Do roku 1933 mieścił różnego rodzaju ziemiańskie instytucje finansowe, a następnie został przekazany na cele oświatowe[13][14],
- nr 33 – eklektyczna kamienica, usytuowana na rogu ulicy Focha. W okresie międzywojennym w narożnym lokalu parteru działała bardzo popularna Cukiernia Rembikowskiego[9],
- nr 31 – tzw. dom Pod amorkiem, zburzony po 1945 roku. Określenie wzięło się od figury kupidyna, umieszczonej na zwieńczeniu tympanonu ryzalitu środkowego[15].

Zabytki
W rejestrze zabytków Narodowego Instytutu Dziedzictwa wpisane są poniższe obiekty, których adresem jest plac Konstytucji 3 Maja:
- nr 1 – dom, 1890
- nr 3 – dom, 1890
- nr 5 – dom, 1881–82
- nr 6 – dom, po 1930
- nr 8 – dom, 1890

## Pomniki
Przed kościołem garnizonowym znajduje się Grób Nieznanego Żołnierza – pomnik w kształcie płyty zbudowany w 1925 roku, zniszczony w czasie okupacji niemieckiej, odbudowany w 1995 roku. We wschodniej części placu, w pobliżu ulicy Żeromskiego, znajduje się pomnik Leszka Kołakowskiego, zaś w zachodniej pomnik Witolda Gombrowicza.

## Galeria

### Pałac Karschów i Wickenhagenów

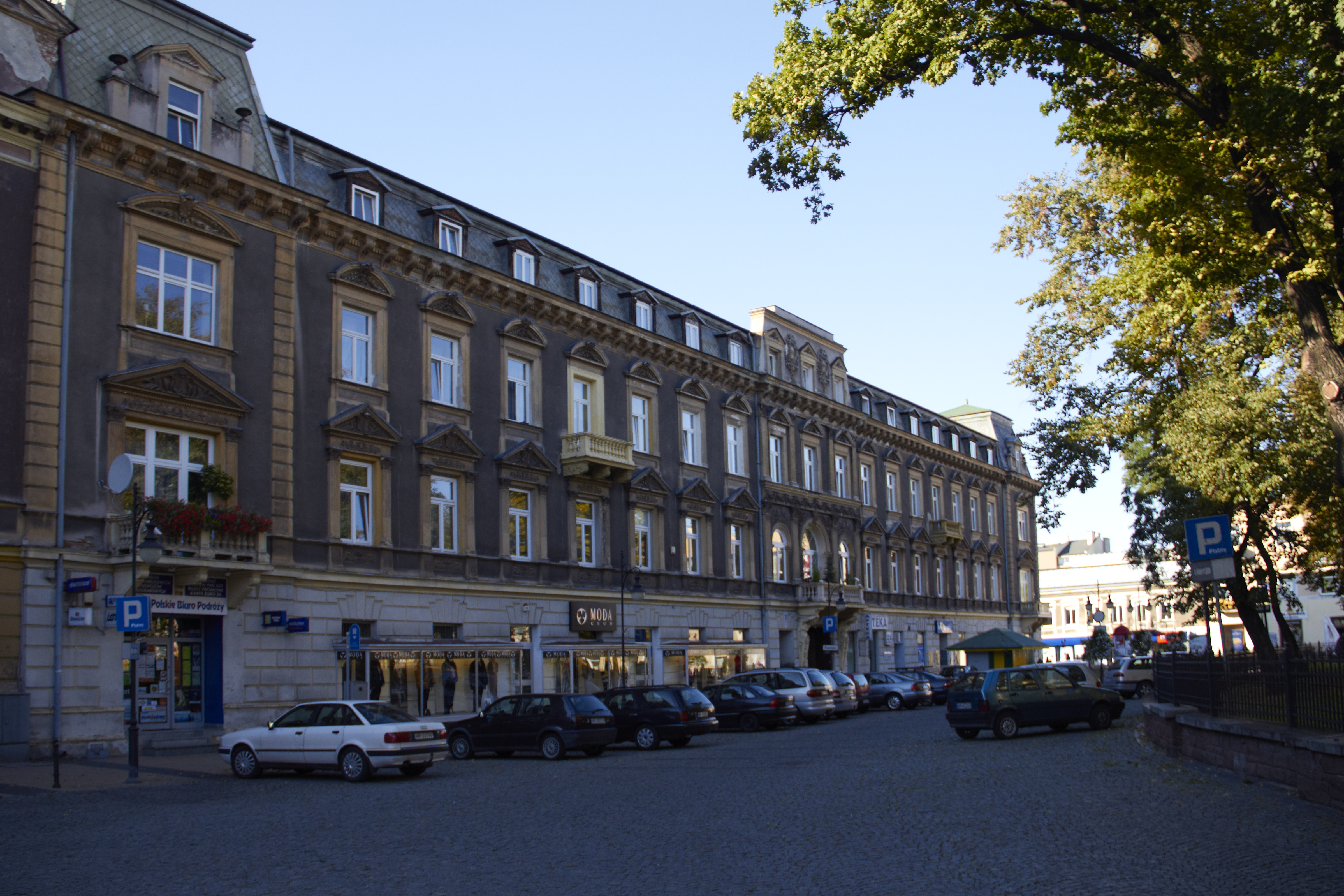
Widok od strony ulicy Piłsudskiego.
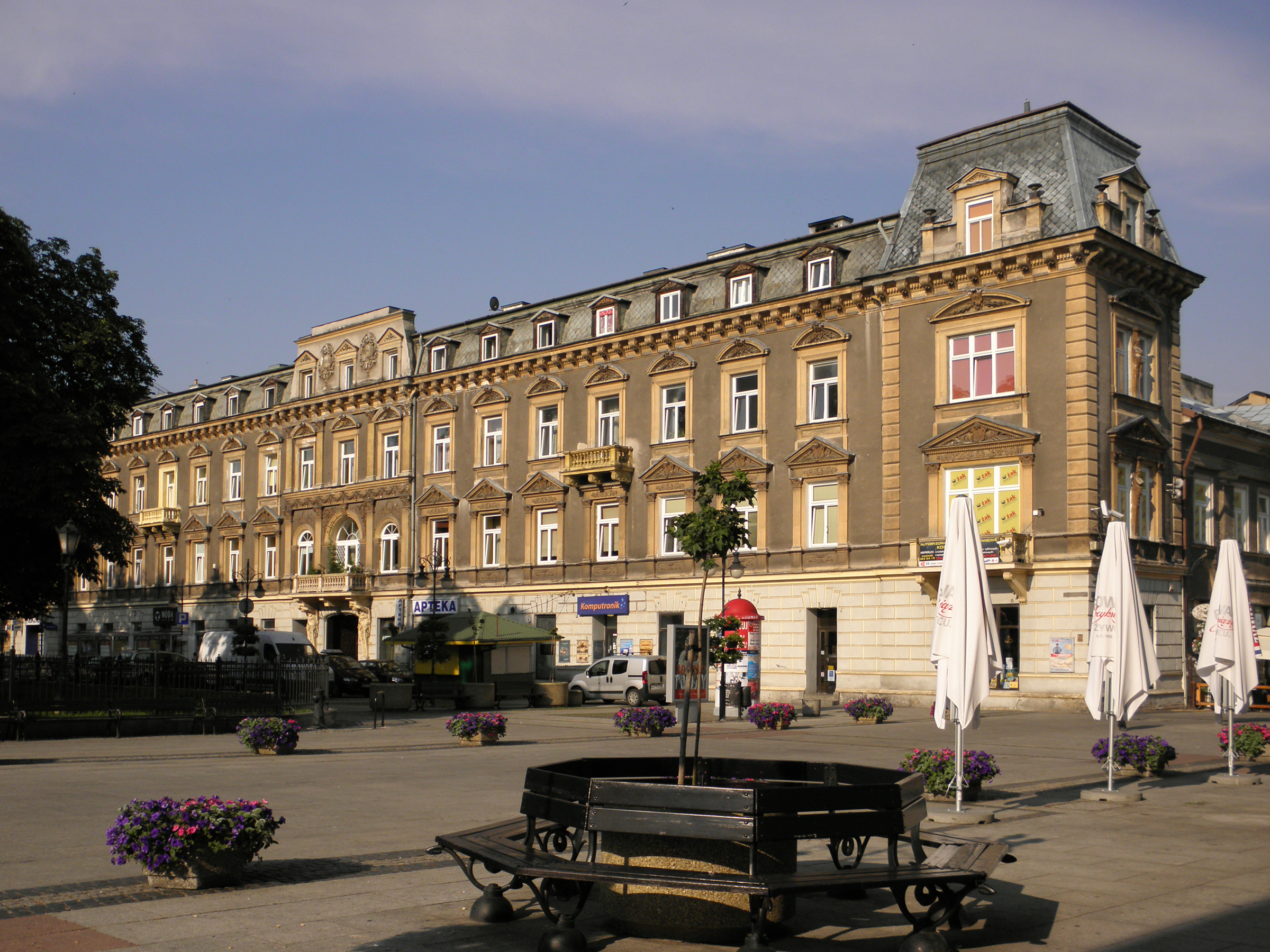
Widok od strony placu Konstytucji 3 Maja.
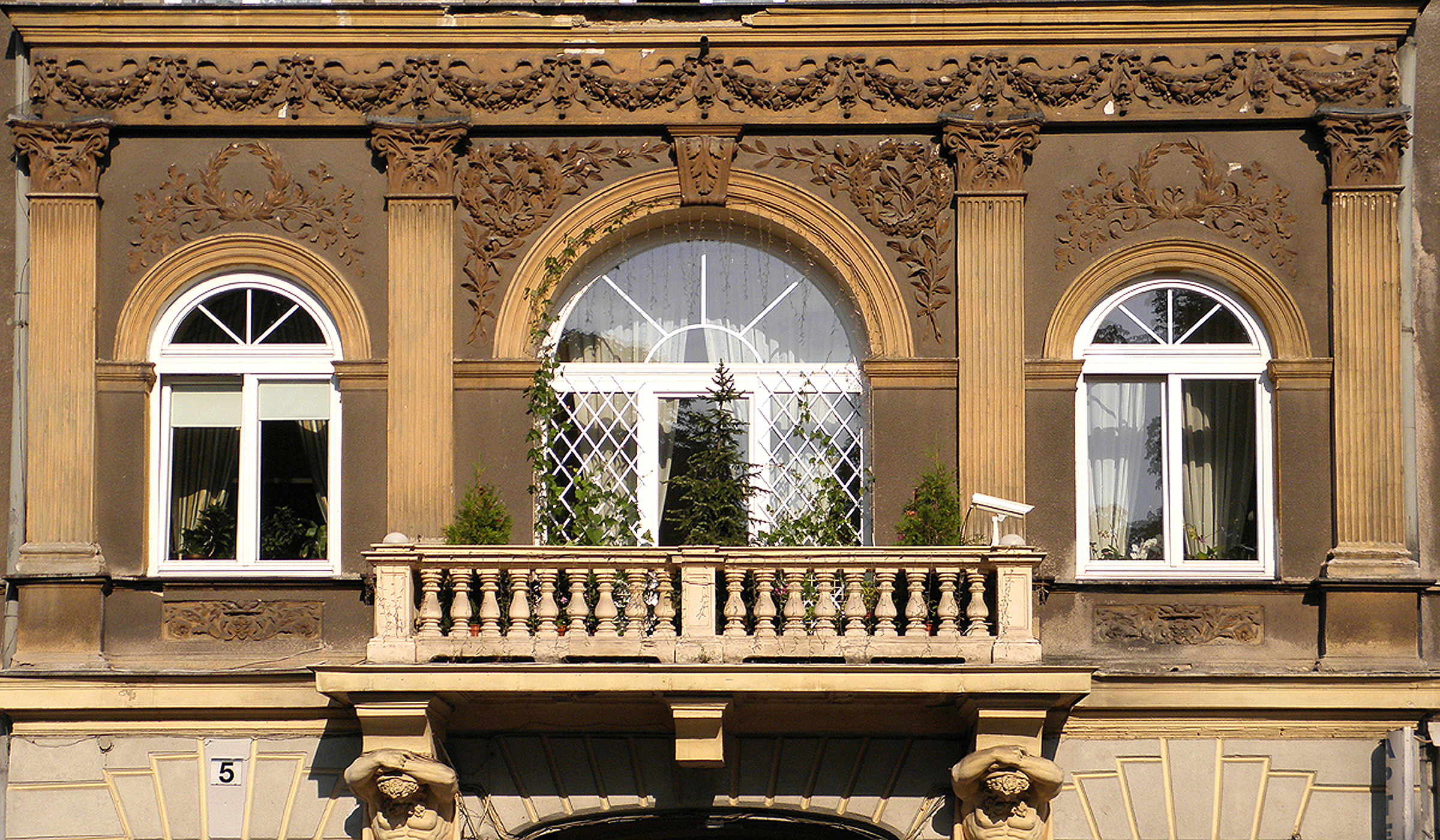
Balkon na pierwszym piętrze ryzalitu środkowego.
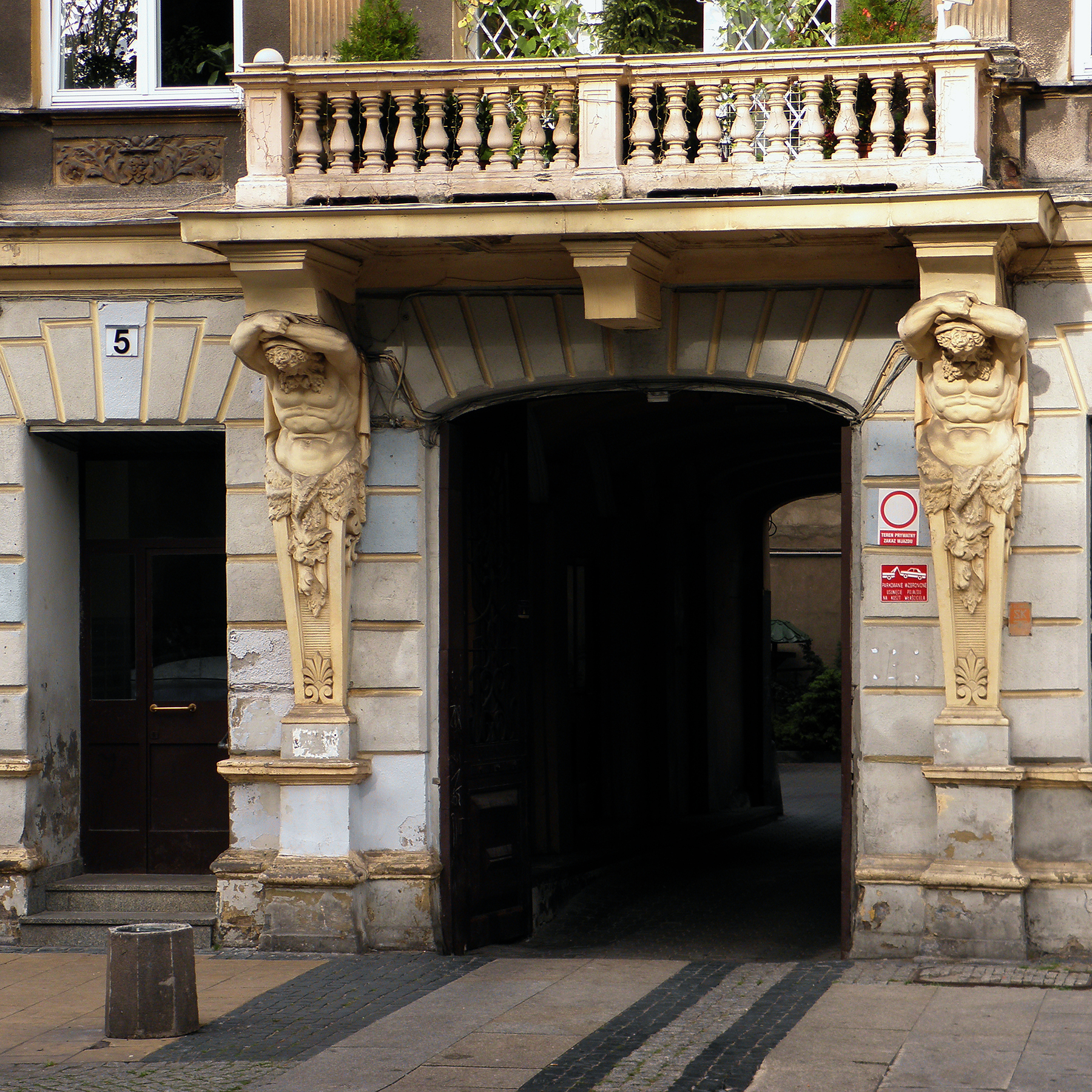
Atlanty podpierające balkon pierwszego piętra ryzalitu środkowego z bramą wjazdową.
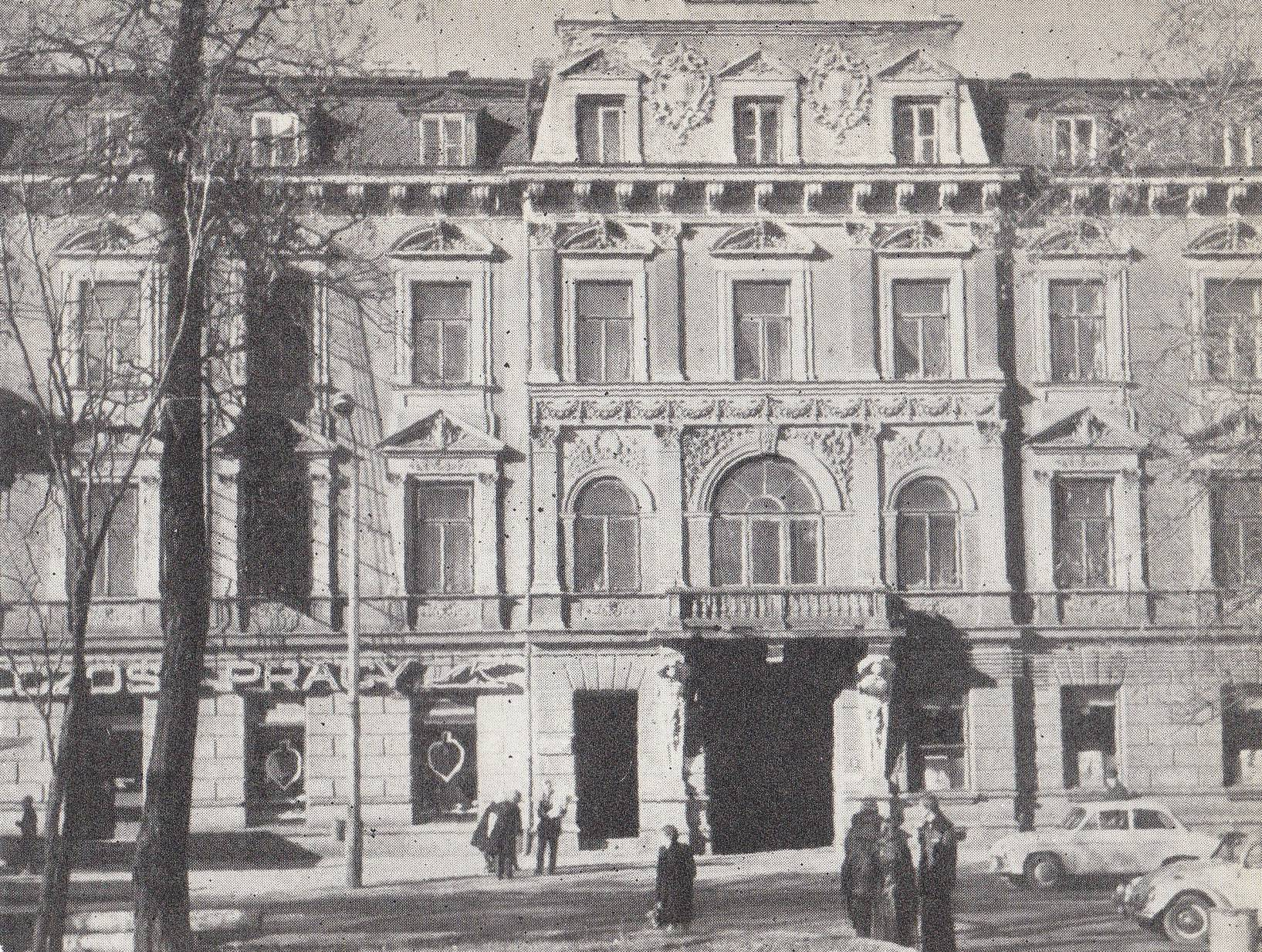
Ryzalit środkowy pałacu – widok z 1975 roku.

### Kościół garnizonowy św. Stanisława Biskupa

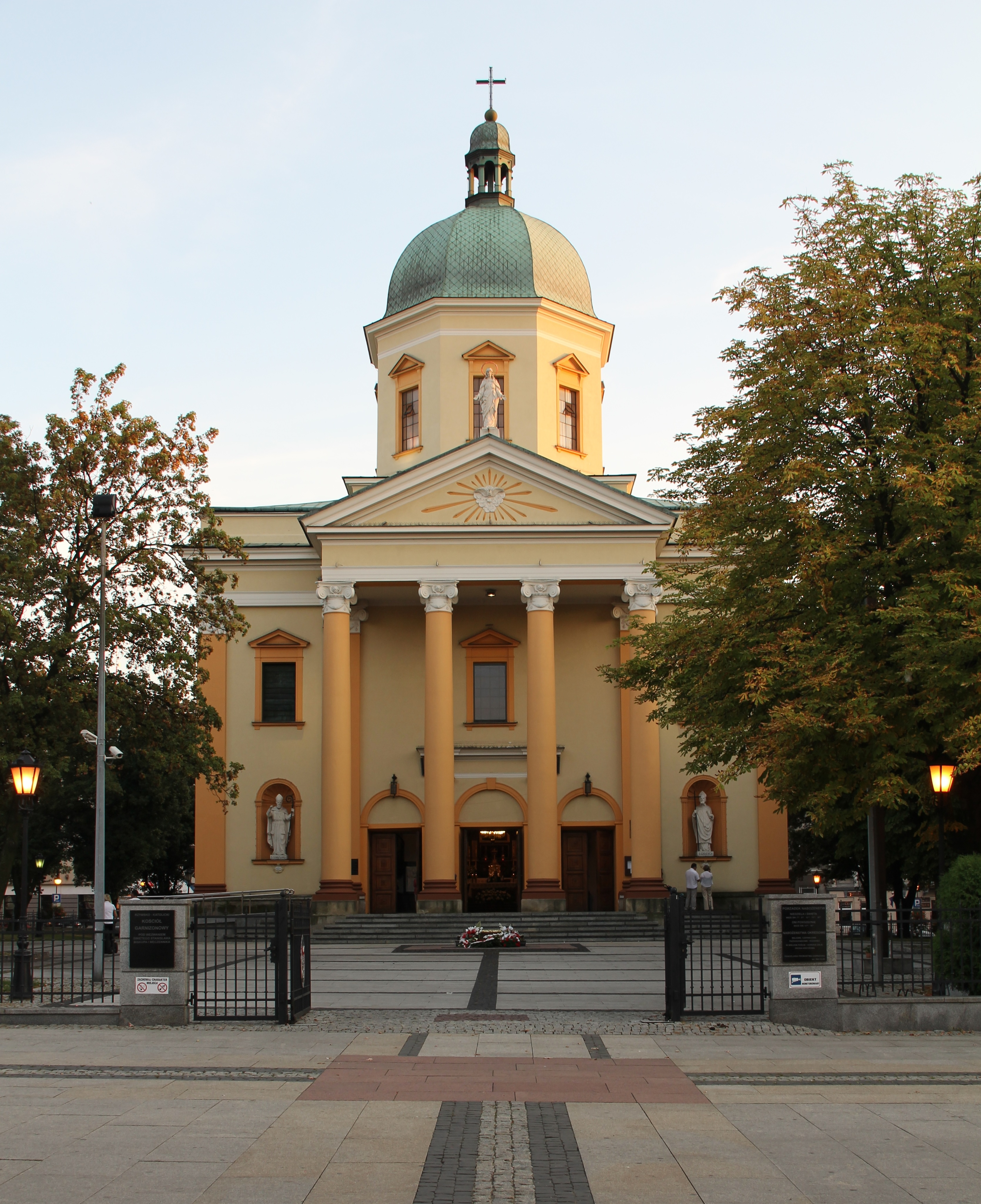
Widok od strony ulicy Żeromskiego.
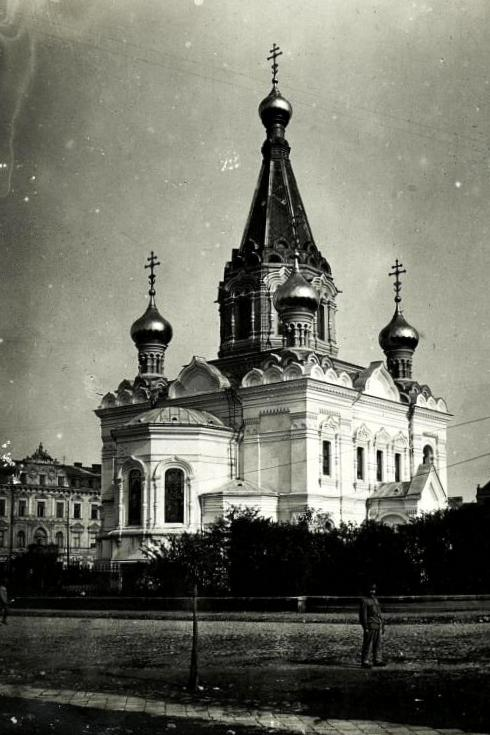
Kościół garnizonowy jako cerkiew św. Mikołaja – widok z 1915 roku.

### Budynki przy ul. Żeromskiego

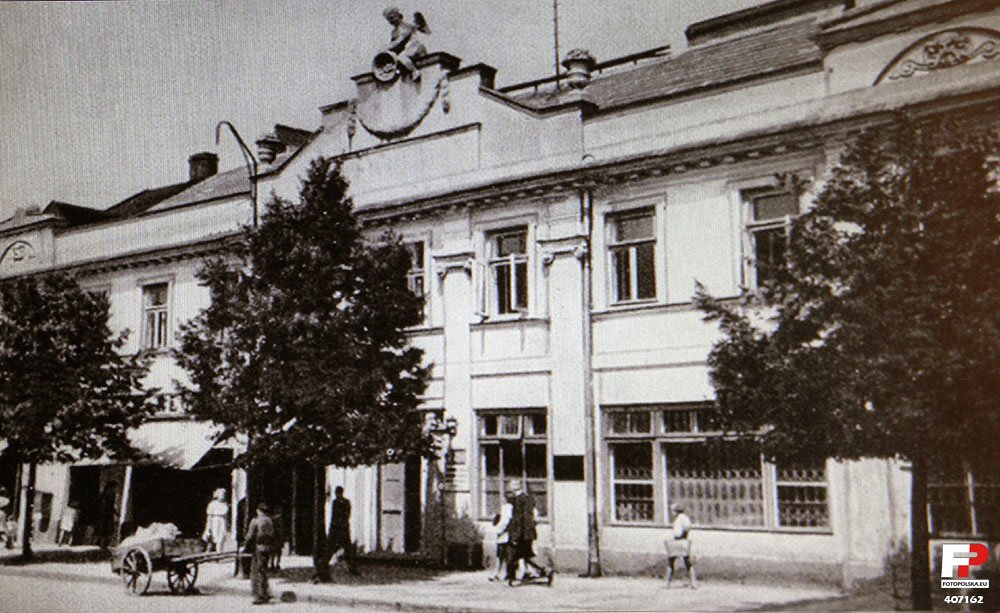
Zburzony po 1945 Dom Pod Amorkiem usytuowany pod nr 31.
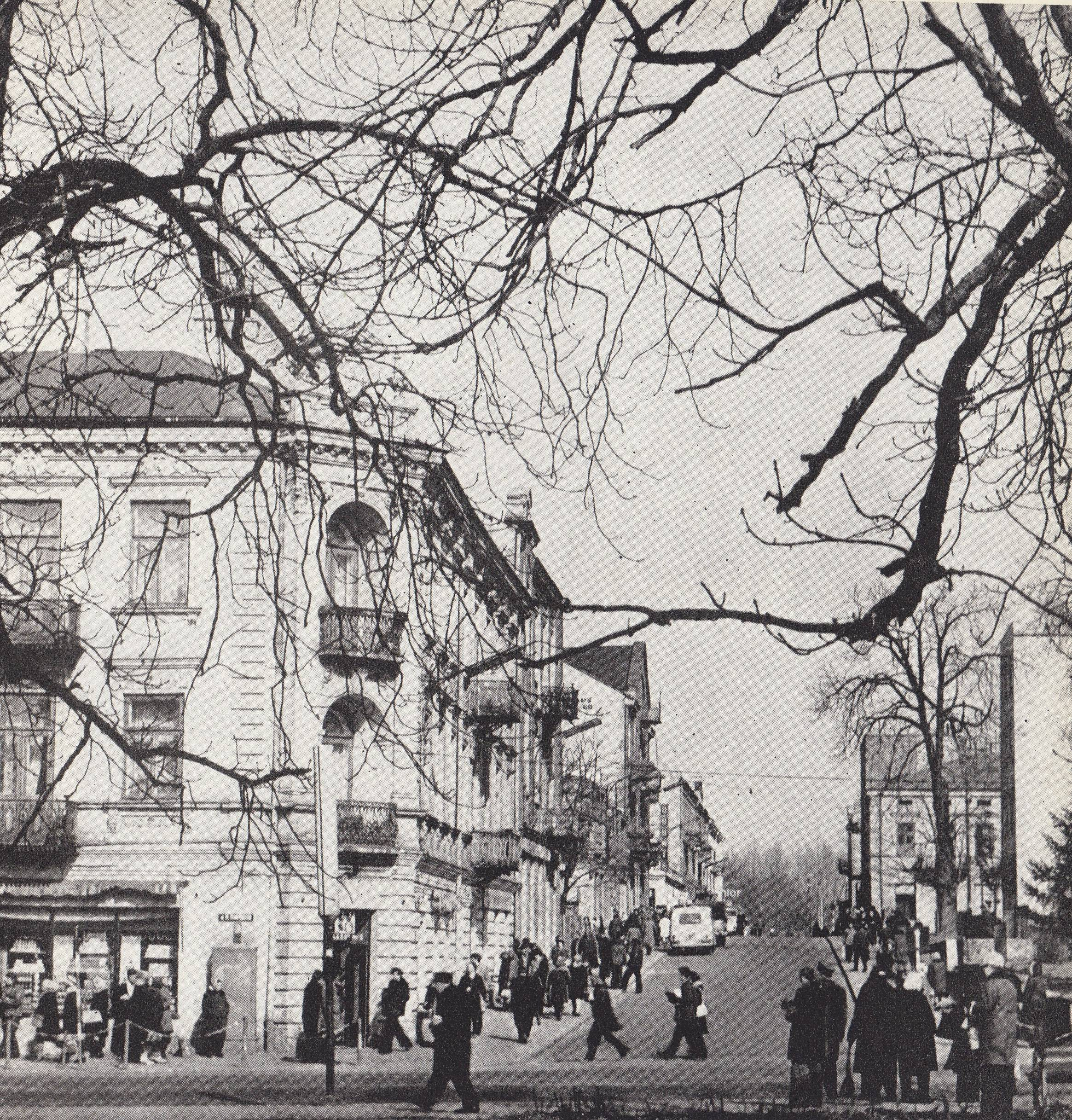
Widok z placu w kierunku ulicy Focha. Na pierwszym planie widoczna eklektyczna kamienica, usytuowana na rogu ulic Żeromskiego i Focha – widok z 1975 roku.
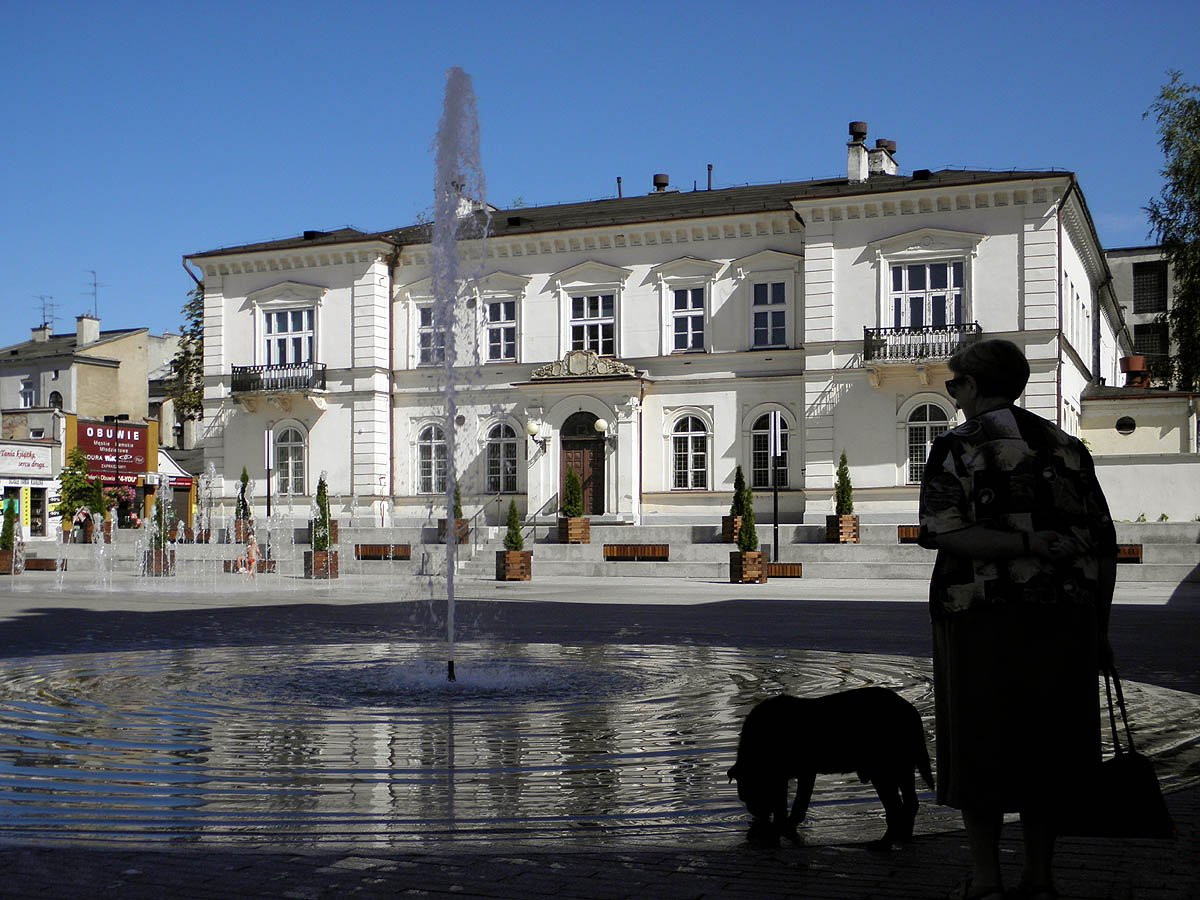
Neorenesansowy gmach dawnego Towarzystwa Kredytowego Ziemskiego przy ulicy Żeromskiego 35.
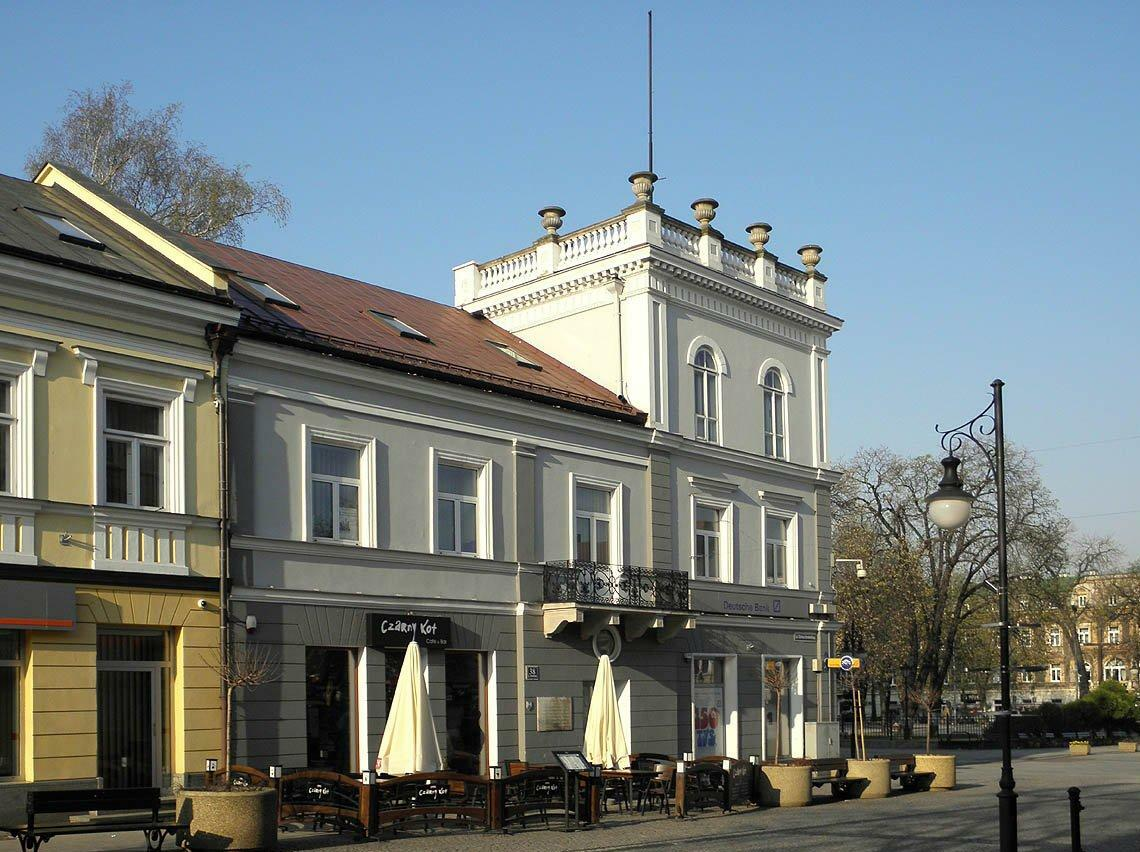
Klasycystyczna kamienica usytuowana na rogu placu i ulicy Żeromskiego.
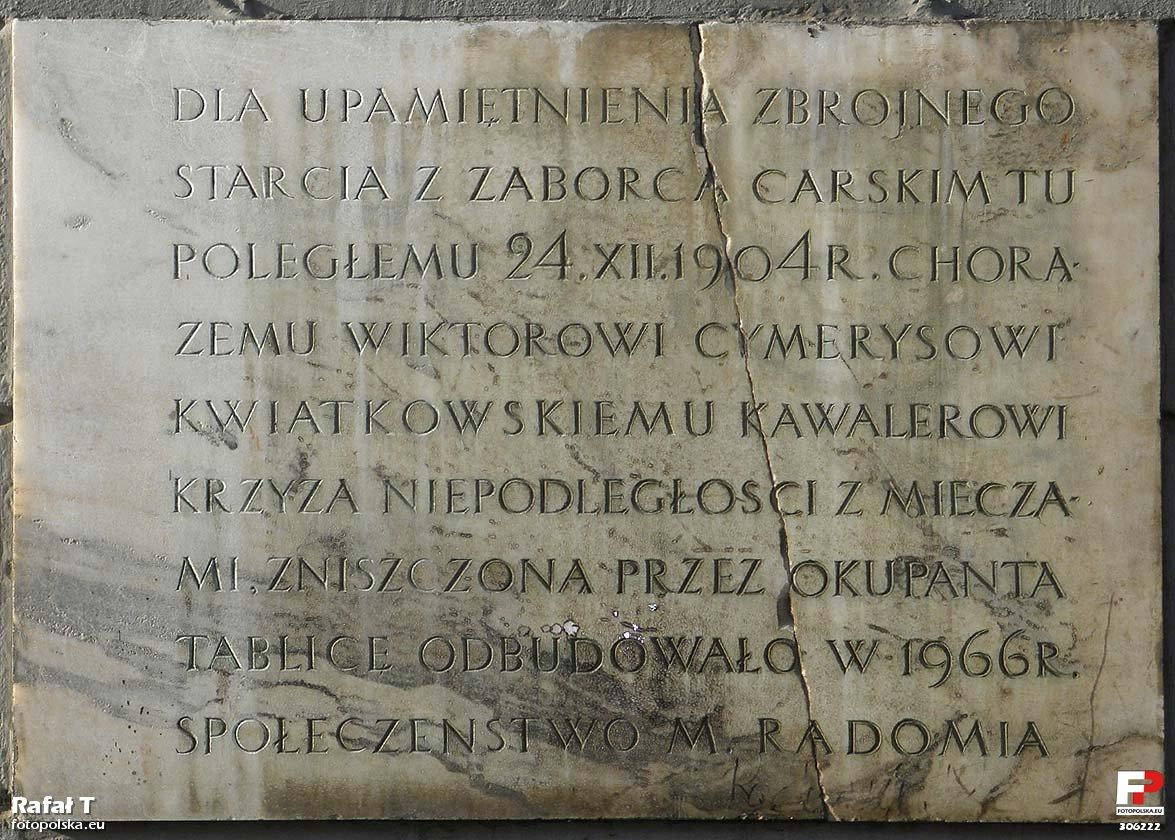
Tablica upamiętniająca radomian poległych w przededniu Rewolucji 1905 roku, umieszczona na ścianie frontowej narożnej kamienicy.
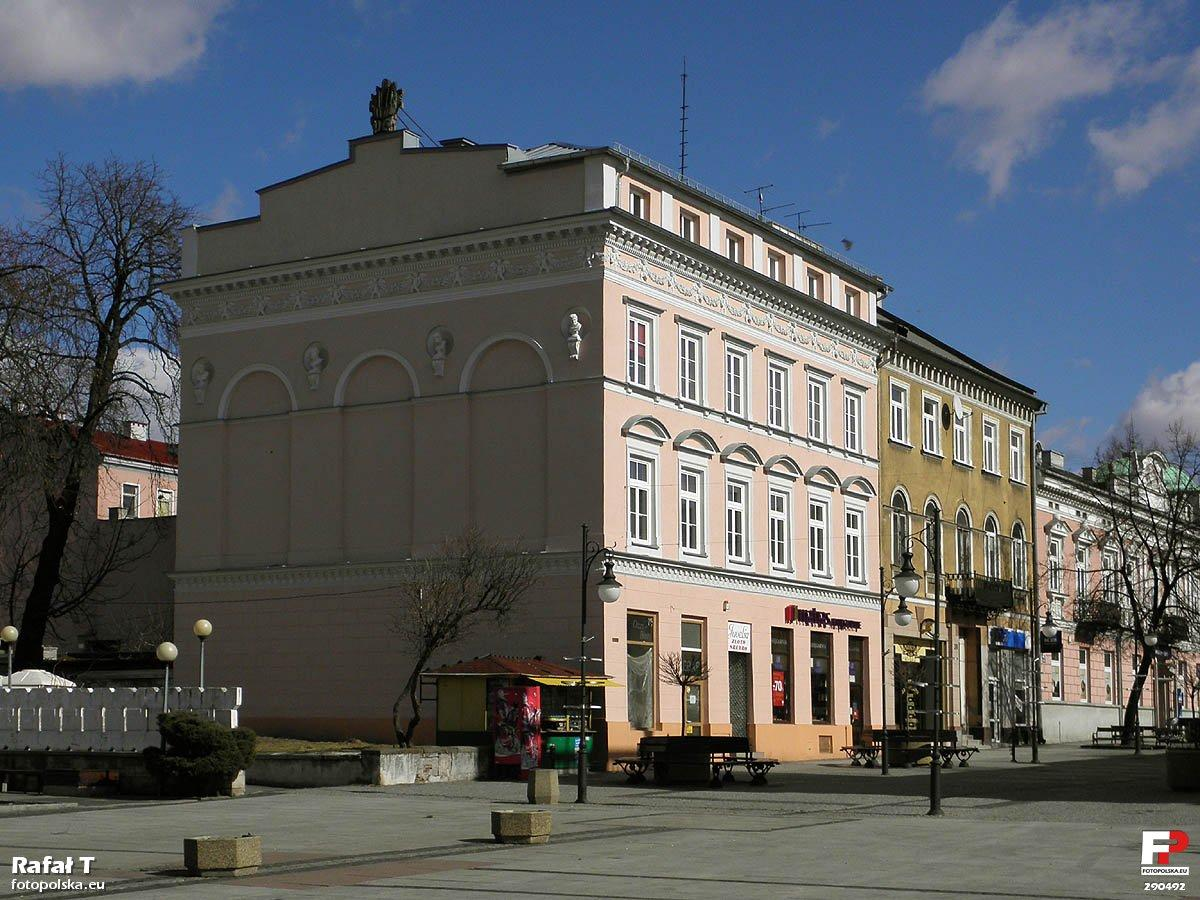
Neorenesansowa kamienica Podworskich, tzw. Narodówka, usytuowana przy ulicy Żeromskiego 37.
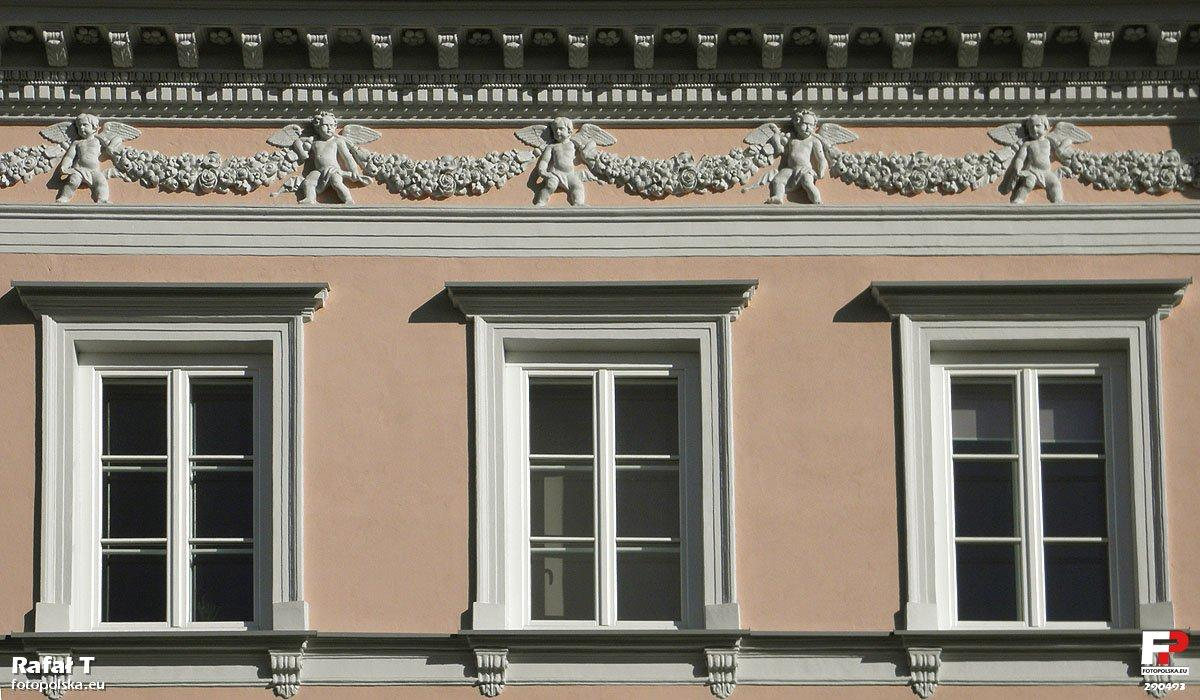
Zdobienia fryzu domu Podworskich.